# بوینان
بوینان (به عربی: بوینان) یک شهرداری در الجزایر است که در استان البلیده واقع شده‌است.